# Đại dịch COVID-19 tại Anguilla
Đại dịch COVID-19 tại Anguilla là một phần của đại dịch toàn cầu do virus corona 2019 (COVID-19), được xác nhận là đã tới Lãnh thổ hải ngoại thuộc Anh Anguilla vào ngày 26 tháng 3 năm 2020. Vào ngày 31 tháng 12 năm 2022, Anguilla ghi nhận 3,904 trường hợp nhiễm COVID-19 và 12 trường hợp tử vong.

## Bối cảnh
Vào ngày 12 tháng 1 năm 2020, Tổ chức Y tế Thế giới (WHO) xác nhận rằng coronavirus mới là nguyên nhân gây ra bệnh đường hô hấp ở một nhóm người ở thành phố Vũ Hán, tỉnh Hồ Bắc, Trung Quốc và đã được báo cáo cho WHO vào ngày 31 tháng 12 năm 2019.
Tỷ lệ ca tử vong đối với COVID-19 thấp hơn nhiều so với đại dịch SARS năm 2003, nhưng tốc độ truyền bệnh cao hơn đáng kể cùng với tổng số người chết cũng đáng kể.
Anguilla đang ở thế khó. Đảo có dân số 14.731 người. Bệnh viện Công nữ Alexandra hiện không có giường ICU. Việc mở rộng bệnh viện đã được lên kế hoạch, Quỹ chăm sóc sức khỏe Anguilla (Anguilla Health Care Foundation) vẫn đang gây quỹ cho dự án. CARPHA đảm nhận việc xét nghiệm COVID-19,  by the laboratory on Sint Maarten. Vào ngày 22 tháng 5, năng lực xét nghiệm COVID-19 được thiết lập trên đảo tại Phòng thí nghiệm Bệnh viện Công nữ Alexandra.

## Dòng thời gian
| COVID-19 tại Anguilla () Tử vong Hồi phục Đang điều trị 20202021Thg 3Thg 4Thg 5Thg 6Thg 7Thg 8Thg 9Thg 10Thg 11Thg 12Thg 1Thg 2Thg 3Thg 4Thg 515 ngày gần nhất15 ngày gần nhất | COVID-19 tại Anguilla () Tử vong Hồi phục Đang điều trị 20202021Thg 3Thg 4Thg 5Thg 6Thg 7Thg 8Thg 9Thg 10Thg 11Thg 12Thg 1Thg 2Thg 3Thg 4Thg 515 ngày gần nhất15 ngày gần nhất | COVID-19 tại Anguilla () Tử vong Hồi phục Đang điều trị 20202021Thg 3Thg 4Thg 5Thg 6Thg 7Thg 8Thg 9Thg 10Thg 11Thg 12Thg 1Thg 2Thg 3Thg 4Thg 515 ngày gần nhất15 ngày gần nhất | COVID-19 tại Anguilla () Tử vong Hồi phục Đang điều trị 20202021Thg 3Thg 4Thg 5Thg 6Thg 7Thg 8Thg 9Thg 10Thg 11Thg 12Thg 1Thg 2Thg 3Thg 4Thg 515 ngày gần nhất15 ngày gần nhất     | COVID-19 tại Anguilla () Tử vong Hồi phục Đang điều trị 20202021Thg 3Thg 4Thg 5Thg 6Thg 7Thg 8Thg 9Thg 10Thg 11Thg 12Thg 1Thg 2Thg 3Thg 4Thg 515 ngày gần nhất15 ngày gần nhất     |
| --- | --- | --- | --- | --- |
| Ngày | Ngày | | Ca nhiễm | Ca nhiễm |
| 2020-03-26 | 2020-03-26 | | 2() | 2() |
| ⋮ | ⋮ | | 2(=) | 2(=) |
| 2020-04-02 | 2020-04-02 | | 3(+50%) | 3(+50%) |
| ⋮ | ⋮ | | 3(=) | 3(=) |
| 2020-04-10 | 2020-04-10 | | 3(=) | 3(=) |
| ⋮ | ⋮ | | 3(=) | 3(=) |
| 2020-04-26 | 2020-04-26 | | 3([https://beatcovid19.ai/results-negative-for-covid-19-in-sudden-death-investigation-all-three-confirmed-cases-now/ "Results Negative for COVID-19 in Sudden Death Investigation) | 3([https://beatcovid19.ai/results-negative-for-covid-19-in-sudden-death-investigation-all-three-confirmed-cases-now/ "Results Negative for COVID-19 in Sudden Death Investigation) |
| ⋮ | ⋮ | | 3(=) | 3(=) |
| ⋮ | ⋮ | | 3(=) | 3(=) |
| 2020-11-23 | 2020-11-23 | | 4(+33.3%) | 4(+33.3%) |
| ⋮ | ⋮ | | 4(=) | 4(=) |
| 2020-11-30 | 2020-11-30 | | 6(+50.0%) | 6(+50.0%) |
| ⋮ | ⋮ | | 6(=) | 6(=) |
| 2020-12-07 | 2020-12-07 | | 9(+50.0%) | 9(+50.0%) |
| 2020-12-08 | 2020-12-08 | | 10(+11.1%) | 10(+11.1%) |
| ⋮ | ⋮ | | 10(=) | 10(=) |
| 2021-03-12 | 2021-03-12 | | 21 | 21 |
| ⋮ | ⋮ | | 21(=) | 21(=) |
| 2021-03-19 | 2021-03-19 | | 22 | 22 |
| ⋮ | ⋮ | | 22(=) | 22(=) |
| 2021-03-29 | 2021-03-29 | | 25 | 25 |
| ⋮ | ⋮ | | 25(=) | 25(=) |
| 2021-04-16 | 2021-04-16 | | 29 | 29 |
| ⋮ | ⋮ | | 29(=) | 29(=) |
| 2021-04-20 | 2021-04-20 | | 30 | 30 |
| 2021-04-21 | 2021-04-21 | | 33 | 33 |
| 2021-04-22 | 2021-04-22 | | 33 | 33 |
| 2021-04-23 | 2021-04-23 | | 58 | 58 |
| 2021-04-24 | 2021-04-24 | | 73 | 73 |
| 2021-04-25 | 2021-04-25 | | 77 | 77 |
| 2021-04-26 | 2021-04-26 | | 82 | 82 |
| 2021-04-27 | 2021-04-27 | | 87 | 87 |
| 2021-04-28 | 2021-04-28 | | 91 | 91 |
| 2021-04-29 | 2021-04-29 | | 93 | 93 |
| ⋮ | ⋮ | | 93(=) | 93(=) |
| 2021-05-02 | 2021-05-02 | | 95 | 95 |
| ⋮ | ⋮ | | 95(=) | 95(=) |
| 2021-05-05 | 2021-05-05 | | 95 | 95 |
| ⋮ | ⋮ | | 95(=) | 95(=) |
| 2021-05-08 | 2021-05-08 | | 99 | 99 |
| 2021-05-09 | 2021-05-09 | | 99 | 99 |
| 2021-05-10 | 2021-05-10 | | 109 | 109 |
| ⋮ | ⋮ | | 109(=) | 109(=) |
| 2021-05-13 | 2021-05-13 | | 109 | 109 |
| Nguồn dữ liệu lấy từ beatcovid19.ai | | | | |

### Tháng 3 năm 2020
Kể từ ngày 24 tháng 3, Báo Anguillia không còn ở dạng bản in nữa. Tờ báo được in trên Sint Maarten nhưng với việc biên giới bị đóng cửa, tờ báo tạm ngừng xuất bản. Vẫn có dịch vụ vận chuyển hàng hóa nhưng giao hàng không chắc chắn.
Vào ngày 26 tháng 3, hai trường hợp đầu tiên ở Anguilla đã được xác nhận. Một trường hợp là một phụ nữ Mỹ 27 tuổi và trường hợp còn lại là cư dân 47 tuổi người Anguilla mà ca 27 tuổi đã tiếp xúc.

### Tháng 4 năm 2020
Vào ngày 2 tháng 4, một người đàn ông 78 tuổi gần đây sinh sồn tại vùng lãnh thổ hải ngoại của Mỹ đã cho kết quả dương tính. Anh ta có các triệu chứng nhẹ. Các F1, F2 của anh đã bị đưa đi cách ly.
Vào ngày 3 tháng 4, một gói hỗ trợ kinh tế đã được Premier Banks công bố.
Vào ngày 8 tháng 4, Tổ chức Thể thao Thanh niên Anguilla đã tặng găng tay, khẩu trang và thuốc sát trùng tay cho Bệnh viện Công nữ Alexandra.
Vào ngày 10 tháng 4, quy định về giá cả và hàng hóa đã được công bố.
Vào ngày 26 tháng 4, cả 3 đều đã bình phục. Mẫu bệnh từ người tử vong được công bố vào ngày 23 tháng 4.. Tuy vậy, phòng thí nghiệm ở Sint Maarten tuyên bố mẫu âm tính vào ngày 23 tháng 4 và CARPHA đã xác nhận chẩn đoán trên vào ngày 25 tháng 4. Tại thời điểm hiện tại, không có trường hợp nghi nhiễm nào và không có bằng chứng về sự lây truyền của virus COVID-19 tại Anguilla.

### Tháng 11 năm 2020
Vào ngày 22 tháng 11, một trường hợp nhập cảnh mới được công bố, đó là người đến từ Hoa Kỳ, không có triệu chứng và đang cách ly ở một địa điểm đã được phê duyệt.

### Tháng 12 năm 2020
- Vào ngày 22 tháng 12, có 1 trường hợp mắc COVID-19 tại Anguilla. Cho đến nay, đã có tổng cộng 11 trường hợp mắc COVID-19 được xác nhận ở Anguilla với 7 trường hợp phục hồi được ghi nhận.[24][25]
- Tính đến ngày 28 tháng 12, đã có 13 trường hợp được xác nhận ở Anguilla, với 1 trường hợp còn đang chữa trị và 12 trường hợp đã khỏi bệnh.[26]

### Tháng 4 năm 2021
Vào ngày 21 tháng 4 năm 2021, 3 trường hợp người dân địa phương được báo cáo sau khi một cư dân Anguilla xuất hiện các triệu chứng. Một cụm dịch ở Anguilla đã được xác nhận vào ngày 23 tháng 4 với việc xác nhận 28 trường hợp dương tính liên quan đến các trường hợp của ngày 21 tháng 4. Vào ngày 26 tháng 4, 52 trường hợp liên quan đến cụm dịch trên được báo cáo.

## Phòng chống

### Năm 2020
Kể từ ngày 18 tháng 3, Anguilla đã đóng cửa sân bay và cảng biển trong hai tuần, đồng thời đóng cửa tất cả các trường học trong lãnh thổ.
Vào ngày 27 tháng 3, Anguilla ra lệnh tạm trú tại chỗ, cấm tụ tập công khai trên 12 người. Các nhà hàng chỉ được phép bán mang đi và đóng cửa các cửa hàng rượu.
Từ ngày 29 tháng 4 trở đi, các nhà thờ, nơi thờ tự, tất cả các cửa hàng bán lẻ, tiệm làm tóc và tiệm cắt tóc, nhà trọ, phòng tập thể dục và spa, cơ sở giải trí, xổ số, nhà hàng và quán bar có thể mở cửa trở lại, miễn là giữ được giãn cách xã hội.
Từ ngày 30 tháng 4 trở đi, các quyết định sau có hiệu lực: Không tụ tập trên 25 người, không tổ chức các sự kiện thể thao. Phải duy trì giãn cách xã hội và mọi cơ sở chỉ được phép cho 1 người trên mỗi 3 mét vuông và các điểm đánh dấu 2m nơi mọi người xếp hàng.
Từ ngày 11 tháng 5 trở đi, lớp 5 và lớp 6 sẽ mở lại trong nửa ngày. Các lớp khác sẽ tiếp tục học e-learning.
Từ ngày 1 tháng 6 trở đi, các hạn chế như việc tụ tập công khai và di chuyển của người dân đã được gỡ bỏ dựa trên tình hình dịch tễ học. Mặc dù các biện pháp kiểm soát nghiêm ngặt vẫn được duy trì đối với việc xuất nhập cảnh của cư dân trên đảo.
Từ ngày 1 tháng 11 trở đi, Anguilla mở cửa trở lại cả sân bay và cảng biển cho tất cả các hành khách nhận được giấy phép nhập cảnh phê duyệt trước và tuân theo tất cả các quy trình nhập cảnh.